# La Oreja de Van Gogh
La Oreja de Van Gogh (abreviado en ocasiones como LOVG o LODVG) es un grupo musical español de género pop rock originario de San Sebastián, País Vasco, España. Su trayectoria en el mundo de la música comenzó formalmente en 1996. La banda está formada por Pablo Benegas, Álvaro Fuentes, Xabi San Martín y Haritz Garde. Sus dos primeras vocalistas fueron Amaia Montero, quien tras once años dejó el grupo en 2007 para iniciar su carrera  en solitario, y Leire Martínez, que permaneció en la banda desde su incorporación en 2008hasta octubre de 2024.
Es una banda con éxito en España, Latinoamérica y Estados Unidos con lanzamientos y conciertos puntuales en países que no son de habla hispana, como Francia,[cita requerida] Reino Unido, Japón o Israel. Entre sus temas más destacados están: «Cuéntame al oído», «La playa», «20 de enero», «Rosas», entre otros.
Han obtenido premios como el Grammy Latino, MTV Europe Music Awards, Premios Ondas, Premios de la Música, Premio Lo Nuestro, la Gaviota de Plata del Festival Internacional de la Canción de Viña del Mar, entre muchos otros. Según acreditan los Productores de Música de España (PROMUSICAE), la banda cuenta con 3 260 000 álbumes certificados en su carrera musical solo en España.

## Historia

### 1996-1997: Inicios

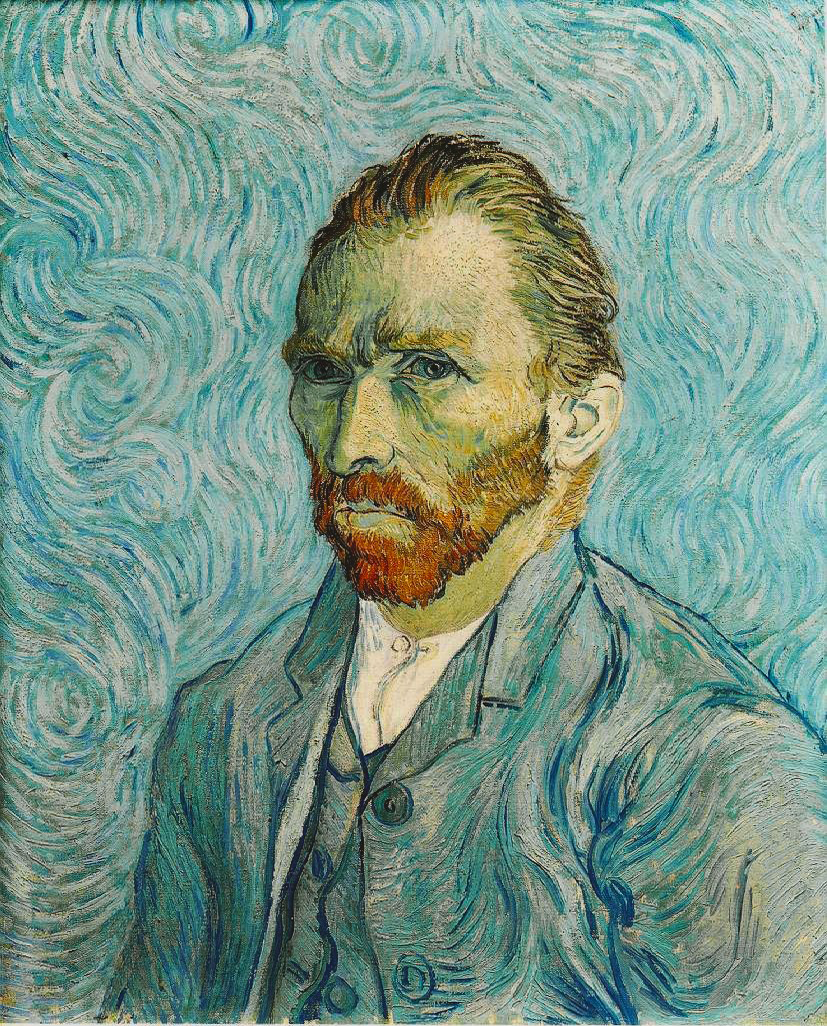
Imagen del pintor neerlandés que inspiró al grupo a la hora de escoger un nombre.

Antes de que Amaia Montero se uniera al resto de sus compañeros en 1996, ellos ya habían formado un grupo un año antes en la ciudad de San Sebastián. Pablo Benegas tocaba la guitarra, Álvaro Fuentes el bajo, Xabi San Martín el teclado y Haritz Garde la batería. Eran una banda de versiones de grupos ya conocidos como U2, Pearl Jam, Guns N' Roses o Nirvana.[cita requerida]
Tras intentar encontrar una vocalista entre sus conocidos, Pablo Benegas conoció a Amaia Montero en una cena de amigos. Después de oírla cantar, Pablo insistió para hacer una prueba con el grupo. Una vez finalizada la prueba, todos coincidieron en que debía ser la vocalista del grupo.[cita requerida]
Con su incorporación, la formación decidió centrarse en conseguir un nombre, y al aparecer la historia de Vincent van Gogh y la mutilación de su oreja en una conversación, se decidieron por el nombre «La Oreja de Van Gogh».
No fue hasta que se presentaron al Concurso Pop-Rock Ciudad de San Sebastián cuando componen su primera maqueta en la que se incluían tres temas en inglés (inéditos hasta la fecha): «Don’t Let Them», «One of These Days» y «The Worst Nightmare», esta última la primera versión de lo que se convertiría en «Pesadilla», que formaría parte de su primer álbum; y también la inédita «Quisiera». A pesar de que fracasaron en su primer intento, la banda lo intentó de nuevo al año siguiente. Así fue como ganaron en 1997 el VI Concurso Pop-Rock Ciudad de San Sebastián. La maqueta que enviaron al jurado del certamen incluía los temas «Viejo cuento», «Dos cristales», «Aquella ingrata» y «El árbol», de los cuales los dos primeros formarían parte en un futuro no muy lejano de su primer disco, lanzado en 1998, y los dos últimos de su reedición de Guapa, Más Guapa, lanzado en 2006.[cita requerida]
Gracias a su victoria en dicho concurso, sus canciones comenzaron a escucharse en las emisoras de la zona, además de que pudieron grabar un CD con cuatro temas, lo que les animó a probar suerte enviando maquetas a las casas discográficas. Prepararon varios sobres para enviar a diferentes discográficas, pero finalmente, debido a que «eran unos desastres» según afirma Amaia, solo enviaron una canción y a una discográfica, Sony Music. Un tiempo más tarde recibieron una llamada de la compañía comunicándoles que les había gustado la maqueta y preguntándoles cuántas canciones tenían. Como se menciona arriba solo tenían tres, pero la banda contó que habían compuesto 25. En ese verano, en dos meses, llegaron a componer 18 canciones, que formarían parte de su primer disco, Dile al sol. Además, durante los primeros momentos de existencia de la banda, ésta contaba con un sexto componente, Luis Meyer, que no seguía en el grupo cuando estos se dieron a conocer al gran público.

### 1998-1999: Álbum debutDile al sol

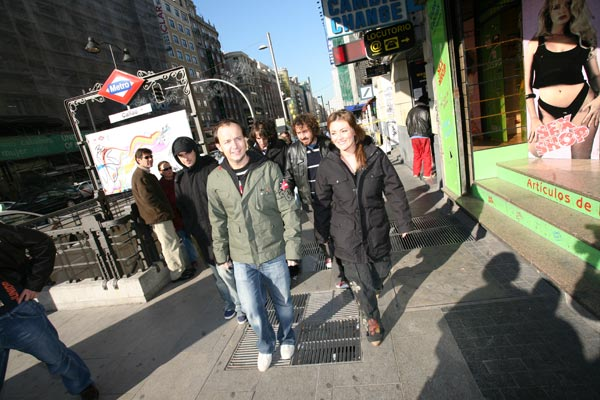
Los cinco componentes originarios de la banda paseando por la Gran Vía de Madrid.

Tras ganar el Concurso Pop-Rock Ciudad de San Sebastián, la banda consigue ponerse en contacto con Jennifer Ces, una cazatalentos de la discográfica Epic. Ella accede al pedido del grupo de presentarle una maqueta y recibe los temas que hasta el momento la banda había compuesto.[cita requerida] En ese momento aparece Rafael Berrio, que colabora en la letra de «Qué puedo pedir». Al parecer, Íñigo Argomaniz estaba ayudando a los chicos de la banda a insertarse laboralmente en el mundo de la música. Para ello, llamó a su amigo Rafael Berrio y le convenció para echar una mano a la formación donostiarra. Así, La Oreja de Van Gogh logró el suficiente material como para publicar un disco.[cita requerida]
Finalmente, van rumbo a Madrid, donde grabarán su primer disco Dile al sol. El estudio de Alejo Stivel es el escogido para grabar las canciones del álbum. Alejo Stivel, el que fue integrante en su momento de la formación Tequila, además de darles ciertos consejos para su futura proyección musical, consigue varias colaboraciones de lujo para el álbum de debut de la banda. Los artistas escogidos para ello fueron los donostiarras, Mikel Erentxun y Txetxo Bengoetxea, quienes también contribuyeron a promocionar el disco. Finalmente, el 17 de mayo de 1998, el álbum Dile al sol se pone a la venta en el mercado nacional español.
El primer sencillo escogido para presentar sería «El 28», canción cuyo título alude al autobús de la línea 28 de la Compañía de autobuses de San Sebastián que llevaba a los chicos al barrio de Amara donde tenían su estudio. Este sencillo logró preparar el terreno para «Soñaré», el segundo sencillo extraído del disco y con el que lograron darse a conocer en España. Tras otras canciones, el grupo ganó el Premio Ondas al Artista del Año.[cita requerida] Además, la banda recorrió toda la geografía española durante casi un año (desde la Navidad de 1998 hasta finales de 1999), actuando en más de 150 conciertos. Posteriormente realizaron una gira junto a los veteranos Hombres G.[cita requerida]
Aunque las ventas  fueron muy elevadas Dile al sol alcanzó la posición 54 en España, y logró afianzarse con el paso de los meses ya que el primer sencillo no tuvo el éxito esperado y tardaron meses en sacar el segundo que empezó a acelerar las ventas del disco, alcanzando las 800 000 copias vendidas, es decir, ocho discos de platino.[cita requerida]

### 2000-2002:El viaje de Copperpot

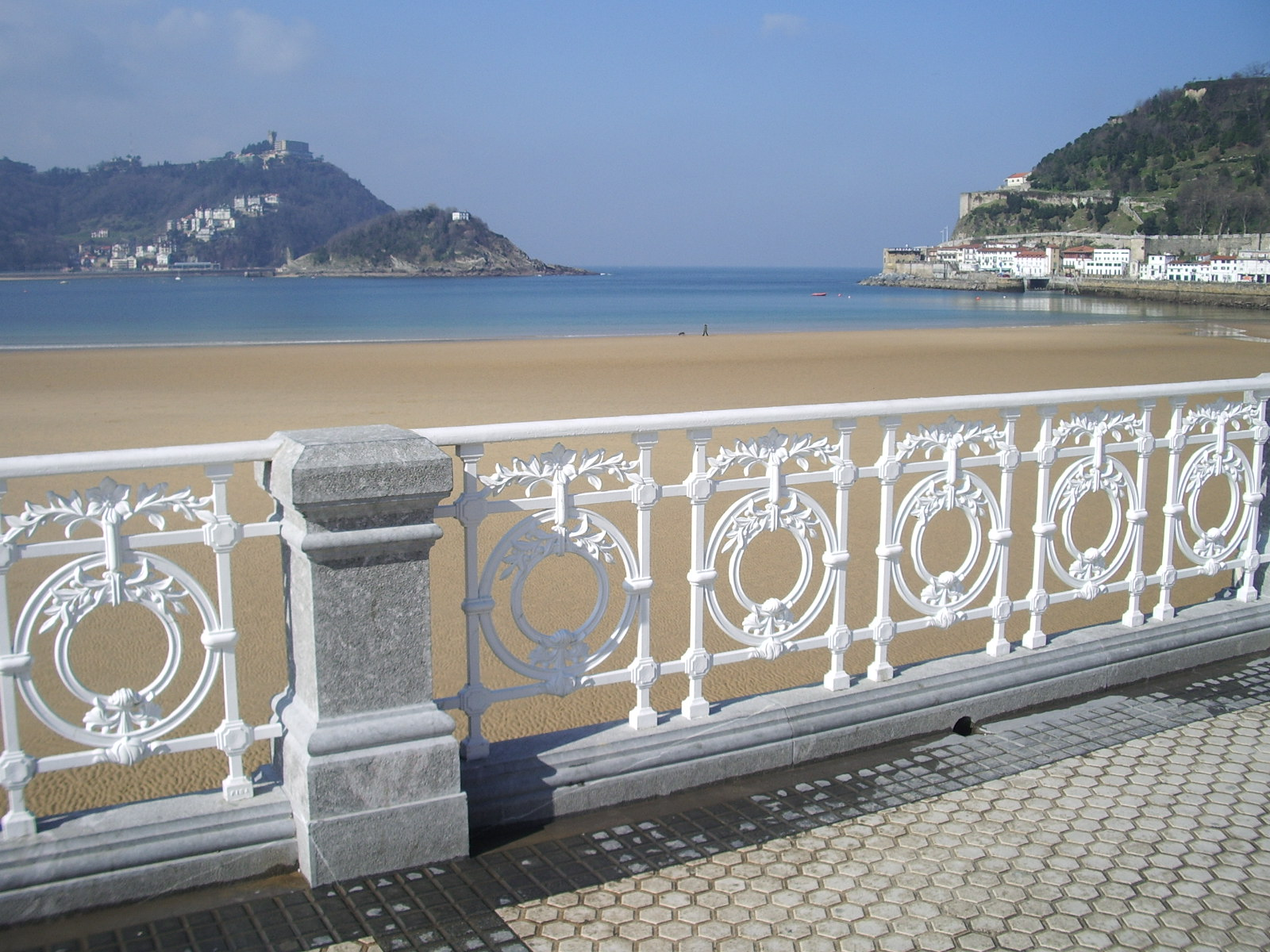
La playa de La Concha en San Sebastián les sirvió de inspiración para escribir el tema «La playa».

Tras lanzar Dile al sol, La Oreja de Van Gogh comienza a trabajar en lo que sería su segundo disco de estudio. El viaje de Copperpot se graba en el estudio Du Manoir, en las Landas francesas y teniendo al inglés Nigel Walker como productor. El título se escogió cuando los chicos estaban viendo la película infantil Los Goonies en el estudio francés. El buscador de tesoros que aparece en la cinta, Chester Copperpot, fue el que les inspiró el nombre del disco. El viaje de Copperpot sale a la venta el 11 de septiembre de 2000. Alcanzó el puesto 64 en las listas de España. El disco fue certificado de platino en Estados Unidos.
Este trabajo contó con sonidos eléctricos aún más frescos que se abren a las propuestas europeas. Doce temas con estribillo pegadizo que ponen de manifiesto la experiencia y el crecimiento musical del grupo.[cita requerida] El primer sencillo escogido para promocionar el álbum es «Cuídate», un tema muy parecido al estilo Dile al sol y que les sirve para enlazar con los nuevos sonidos de su segundo trabajo. A esta canción le siguen otros temas como «París», «La playa», «Soledad» o «La chica del gorro azul».[cita requerida]
Con su álbum de debut, la agrupación se dio a conocer también en Latinoamérica. Sin embargo, el éxito no les llegó al otro lado del Atlántico hasta que editaron El viaje de Copperpot. En México, la banda logró sonar gracias al sencillo «Cuídate», lo que contribuyó a que las ventas del disco en este país se incrementarán.[cita requerida] Fue la primera vez que llenaron el Auditorio Nacional de México, en febrero de 2002.[cita requerida] Tras una gira que les llevó por varios países del continente sudamericano, regresaron a España, donde recibieron la noticia de que su segundo álbum había vendido más de 1 000 000 de copias.[cita requerida] Además, editaron su primer DVD titulado La Oreja de Van Gogh, donde aparecían la mayoría de sus videoclips, así como material extra.

### 2003-2005:Lo que te conté mientras te hacías la dormida

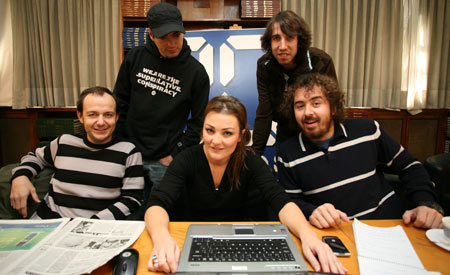
La antigua formación en una visita que realizó a la redacción del diario gratuito 20 Minutos.

El 28 de abril de 2003, se lanzó su tercer disco Lo que te conté mientras te hacías la dormida. El sencillo elegido para presentar el disco fue «Puedes contar conmigo» canción compuesta por Amaia Montero con la ayuda de Xabi San Martin. A partir de esta fecha, a la banda se le presentaban muchos meses de promoción y gira. El 13 de mayo de 2003 presentaron el disco en la Sala Pachá en Madrid donde interpretaron varios temas en directo y forman parte de la Gira Movistar, junto a los madrileños El Canto del Loco.
La banda se embarca en una extensa gira con más de 60 fechas confirmadas a lo largo de la geografía española. En México se presentaron en el Auditorio Nacional de la Ciudad de México (CDMX)  y visitaron países como Francia, actuando dos veces en la capital gala. Se llegó a editar con motivo de estos conciertos una edición especial de su tercer trabajo renombrado «París», que fue lanzado el 10 de mayo del 2004, con una nueva versión de su canción «París» cantada a dúo con Pablo Villafranca.[cita requerida]
De esta manera, La Oreja de Van Gogh lograba su tercer disco de diamante. El disco fue certificado doble de platino en Estados Unidos. Por otro lado, y finalizada toda la gira de promoción de su último álbum, se editó un CD+DVD con los mejores momentos de su gira, titulado "Lo que te conté mientras te hacías la dormida - EN DIRECTO". Se vendieron cincuenta mil copias en España (Disco de Oro) y diez mil copias en México.[cita requerida] Para su promoción se lanzaron sencillos como «Puedes contar conmigo», «20 de enero», «Rosas», «Deseos de cosas imposibles», «Vestido azul», «Bonustrack» o «Historia de un sueño».[cita requerida]
Finalmente, la banda entró en un periodo de inactividad. No obstante, decidieron acudir al festival de 2005 de Viña del Mar en Chile. El festival premia a los artistas invitados solo con las Antorchas de Plata y Oro, pero, tras terminar el concierto, el público chileno no quedó conforme y durante más de 25 minutos impidió la actuación del siguiente artista. El grupo tuvo que regresar al escenario y fue premiado con la Gaviota de Plata, el máximo galardón del certamen. Tras la finalización del festival, fue elegido artista más popular del certamen chileno. Lo que te conté mientras te hacías la dormida vendió 88 000 copias en Chile, donde se convirtió en el álbum más vendido del siglo XXI en formato físico. Ese mismo año, visitaron Japón en 2005, con motivo de la Exposición Aichi, donde casi un millar de personas pudieron verles en directo en las dos presentaciones realizadas en el país.

### 2006-2007:Guapa,Más guapay salida de Amaia Montero

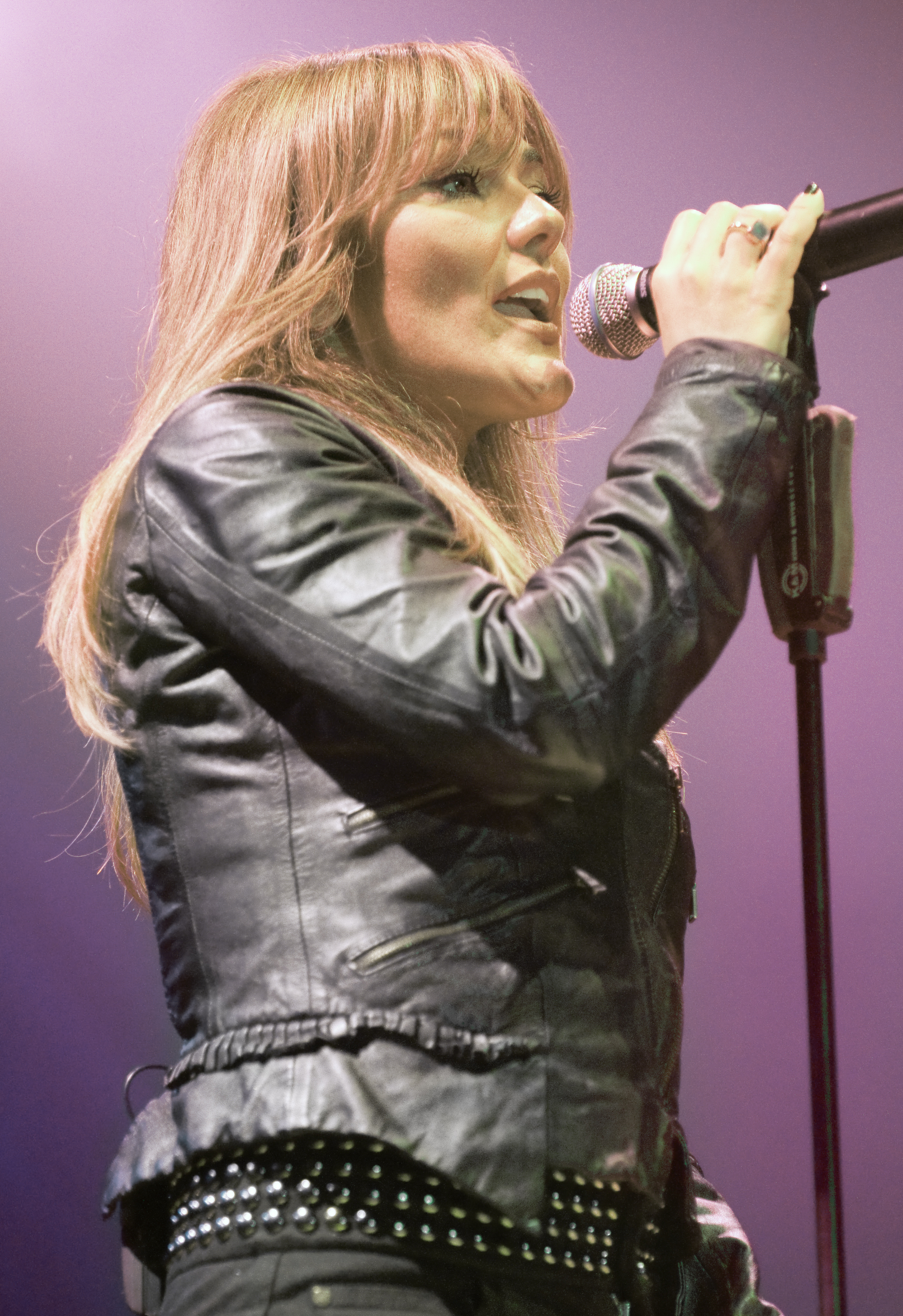
Tras más de diez años, Amaia Montero anunció en noviembre de 2007 que dejaba La Oreja de Van Gogh para comenzar su carrera en solitario.

En 2006, la banda cumplió 10 años desde que se formó, celebrándolo con su cuarto trabajo Guapa y el lanzamiento de una caja conmemorativa titulada LOVG 1996-2006, que contenía los tres primeros discos de estudio de la banda, junto con un exclusivo CD de rarezas y el DVD de la gira de 2003. Con su cuarto álbum, la banda se convirtió en el primer grupo español en publicar un álbum para teléfonos móviles antes que para las tiendas de música. Ese mismo año, se lanzaba al mercado español el videojuego Los Sims 2: Mascotas. Para la ocasión, la formación donostiarra realizó una versión de su segundo sencillo «Dulce locura» en simlish, el idioma de Los Sims.
Para febrero de 2007 regresan al Festival Internacional de la Canción de Viña del Mar, donde consiguen repetir el éxito de la edición en 2005, al ser otra vez elegidos los artistas más populares. En dicho certamen, uno de sus premios, la Antorcha de Oro, se la regalaron a una fan con discapacidad. Con Guapa, además obtuvieron el premio Grammy Latino en la categoría «Mejor álbum vocal pop dúo o grupo».
Para dar a conocer el álbum, la banda eligió «Muñeca de trapo» como primer sencillo. Casualmente, esta canción fue censurada en varias emisoras de radio latinoamericanas por tener, supuestamente, mensajes satánicos.[cita requerida] El segundo sencillo «Dulce locura», alcanzó igual o mayor éxito que el primero. «Perdida», canción elegida para continuar con la promoción del disco, quedó ensombrecida por el lanzamiento del cuarto sencillo «En mi lado del sofá», perteneciente a Más guapa, una reedición del disco con una recopilación de varios temas de los diez años de historia del grupo. Fue a partir de aquí cuando comenzaron a aparecer rumores de una posible separación del grupo. Y es que, al contrario que en el resto de trabajos, Guapa solo fue promocionada con cuatro sencillos. El disco consiguió alcanzar la primera posición en España, y un disco de platino en México.
Durante los años que duró la promoción de su cuarto trabajo, La Oreja de Van Gogh realizó diversas giras. La primera, llamada Guapa Tour Seat (por el patrocinio de esta marca de automóviles), comenzó en Chile, para después recorrer numerosos países de Sudamérica. Después volvieron a España para realizar una gira que duraría tres meses [cita requerida] En el 2007 participaron en la llamada Gira LKXA organizada por la emisora de radio Los 40 Principales, un conjunto de actuaciones junto a Coti y Dover. El último concierto que ofrecieron fue en Aguaviva, Tenerife, el 29 de junio de 2007 donde anunciaron que se retirarían para componer su quinto trabajo. Sin embargo, nadie se esperaba que fuera sin Amaia Montero. El 19 de noviembre de 2007, Amaia Montero anunciaba que decidía dejar La Oreja de Van Gogh tras 11 años en el grupo, para comenzar su carrera como solista. Por su parte, el resto de integrantes escribieron que pronto comenzarían a buscar a la que sería la nueva voz de la agrupación

"Quisiera comunicar a toda la gente que me sigue y que me quiere la que hasta hoy es la decisión más difícil de mi vida. Los 11 años que he pasado con LOVG y todo lo que he vivido con ellos permanecerá por siempre en mi corazón y en mi cabeza pero he sentido que es el momento de comenzar una nueva etapa en mi vida emprendiendo mi carrera en solitario. Es una decisión que me produce tanta ilusión como miedo. He escuchado muchas tonterías sobre la relación que tengo con los chicos de LOVG y sólo puedo decir que en estos últimos años he convivido más con ellos que con nadie y que los quiero como a hermanos y añadir que mucho de lo que soy como persona lo he aprendido con ellos. Les deseo todo lo mejor y quién sabe lo que pasará en el futuro. Gracias a todos. Un beso enorme".
Amaia

Queríamos contaros que hace unas semanas Amaia decidió no continuar con nosotros en La Oreja de Van Gogh para comenzar su carrera en solitario. Desde que hemos sabido de esta decisión hemos sentido mucha tristeza, no sólo por los motivos musicales evidentes, sino también por todos los años y experiencias vividas y por vivir. Sin embargo, y aunque quisiéramos que Amaia siguiera con nosotros, le deseamos toda la suerte del mundo en la nueva etapa que ha decidido tomar. Por nuestra parte, en La Oreja de Van Gogh aún sentimos que nos quedan muchísimas canciones por escribir. Tanto es así que ya estamos componiendo, con la pasión de siempre, un nuevo disco que esperamos tener listo a lo largo de 2008. Hasta entonces, un abrazo muy fuerte a todos y en especial a aquellos que nos seguís tan de cerca.
Pablo, Álvaro, Haritz y Xabi, La Oreja de Van Gogh

Editaron una versión especial italiana de su álbum Guapa en el que incluían los dos primeros sencillos cantados en italiano, llevando por nombre: «Bambola di pezza» y «Dolce follia». Desafortunadamente, la falta de promoción y la inesperada salida de Amaia llevaron al álbum al fracaso. De esta manera, Guapa se convirtió en el último álbum de estudio de la banda con la voz de Amaia Montero.

### 2008-2009:A las cinco en el Astoriay el debut de Leire Martínez
El 24 de junio de 2008, la banda lanzó un disco de éxitos LOVG - Grandes éxitos, que sería la última producción que llevara canciones con la voz de Amaia. El disco alcanzó la posición #11 en España y #32 en México. También consiguió el disco de oro en España.
El 30 de marzo de 2008 comenzó a circular que la nueva vocalista sería Leire Martínez, exparticipante de la primera edición española de Factor X.  Al mes siguiente, los chicos de la banda anunciaron en su blog oficial que aún no podían revelar el nombre de la vocalista.[cita requerida] De manera extraoficial, el principal periódico de San Sebastián, El Diario Vasco, anunció el 16 de mayo de 2008 que, finalmente, Leire Martínez era la nueva cantante de La Oreja de Van Gogh y que se encontraba en la región francesa de Las Landas grabando el nuevo disco del grupo, en el que ella está ya plenamente integrada. El 14 de julio de 2008, se anunció oficialmente a Leire como vocalista en una rueda de prensa celebrada en la Casa de América de Madrid.
El 2 de septiembre de 2008, se lanzó A las cinco en el Astoria, quinto álbum de estudio de La Oreja de Van Gogh, cuyo sencillo de presentación es «El último vals». El sencillo de presentación, alcanzó la posición #43 en las listas de España, y logró ser disco de platino por descargas de canciones y por tonos originales. El disco alcanzó la ubicación #20 en México y la ubicación #1 en España y un disco de platino.
El segundo sencillo, «Inmortal», fue confirmado como tal el día 16 de octubre de 2008 en el programa de televisión chilena El baile en TVN, impartido en el canal TVN. El mismo grupo hizo una presentación de la canción «El último vals» y confirmó que el video del segundo sencillo sería rodado en Valparaíso, durante esa semana.
En diciembre de ese año, se confirmó mediante Los 40 que el tercer sencillo sería «Jueves», estrenándose el videoclip el 18 de diciembre. Este tema trataba sobre el atentado terrorista del 11-M perpetrado en Madrid en 2004. Para el videoclip se rodaron 2 versiones, una con el grupo y otra, sin ellos.
«Europa VII» se confirmó el día 17 de abril como sencillo promocional en los 40 principales y el vídeo salió el 31 de mayo. En noviembre de 2009 el disco había vendido 500.000. Para su promoción, se embarcan en la primera gira con Leire, en marzo de 2009, empezando por su ciudad natal San Sebastián.[cita requerida]
El 22 de septiembre llegan a México donde recibieron disco de oro por las altas ventas de A las cinco en el Astoria, además de presentar el Juntos e Inolvidable Tour, donde acompañados del grupo mexicano Reik, recorrieron las principales ciudades del país. Tan solo dos días después del reconocimiento en México reciben el segundo platino en España por el disco A las cinco en el Astoria.
A día de hoy, este álbum tiene acreditados en España 4 discos de platino.

### 2009-2010:Nuestra casa a la izquierda del tiempoyUn viaje al Mar Muerto

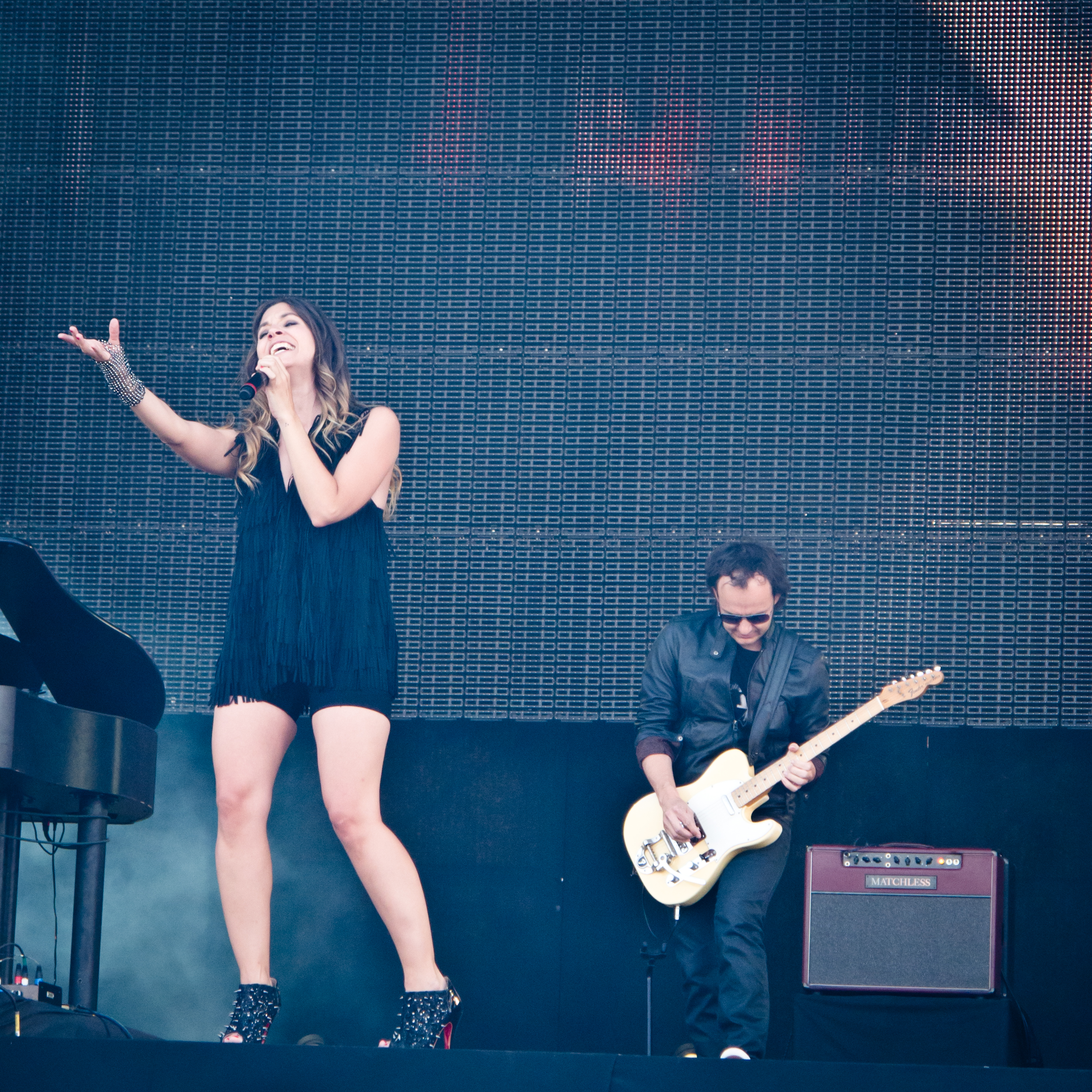
Leire y Pablo durante un concierto.

Tras anunciar sorpresas para 2009 por parte del grupo, el 10 de septiembre, Tony Aguilar anunció en Los 40 Principales un nuevo sencillo de La Oreja de Van Gogh. Este sería el clásico «Cuéntame al oído», publicado por el grupo en 1998, pero en esta ocasión acompañado de una orquesta sinfónica. Este sencillo formaría parte de un nuevo álbum del grupo en formato acústico, titulado "Nuestra casa a la izquierda del tiempo,", y que contendría tanto canciones de su antigua etapa como de A las cinco en el Astoria. Según la compañía de discos, la idea de poder grabar un álbum acústico o unplugged era algo que el grupo había querido desde sus comienzos con Amaia, pero que por motivos de agenda y debido al gran éxito obtenido, nunca pudo hacerse, hasta que la compañía decidió rescatar la idea en 2009.
Por ello, y para presentar el disco, a finales de octubre de 2009, el grupo viajó a Israel para grabar un concierto a la orilla del mar Muerto; específicamente en el cráter Ramón, acompañados por una orquesta sinfónica. En el concierto actuaron además el hispano-israelí David Broza, con el que grabaron «Jueves» en hebreo, y la cantante árabe Mira Awad, con quien grabaron el tema en árabe. Originalmente sería un documental, pero el proyecto se trasformó hasta convertirse en una especie de película, que estuvo disponible en inglés, árabe y español. Fue dirigida por Chino Moya y financiada por Casa Sefarad-Israel, una institución española que fomenta las relaciones de amistad y de cooperación con Israel y las comunidades judías de todo el mundo. Además del concierto en el Cráter Ramón, logran llenar con 900 personas la sala Reading de Tel Aviv. El álbum, aunque creó algunas reticencias iniciales en algunos fanes por versionar los primeros clásicos en voz de Leire, consiguió hacerse con el disco de oro en España tras 22 semanas, llegando al #3 de la lista de los álbumes más vendidos.  Un viaje al Mar Muerto se estrenó los días 10 y 11 de abril de 2010 en Madrid y Barcelona, respectivamente. El 13 de abril salió a la venta una reedición del disco, junto con el DVD de la película y un libro de 96 páginas que contenía fotos inéditas.
Ese mismo año, en noviembre de 2009, La Oreja de Van Gogh recibió la noticia de que habían sido premiados con el Tambor de Oro, el máximo galardón de San Sebastián. La ceremonia de entrega se llevó a cabo el 20 de enero de 2010, día de la Tamborrada de San Sebastián, fiesta a la que habían dedicado la canción «20 de enero». 
El 23 de febrero, el grupo anunció que continuarían el 2010 con la gira anterior, anunciando aproximadamente 120 conciertos por España y el mundo, hasta finales de julio, y que luego se centrarían en la composición de un nuevo álbum. El 18 de abril de 2010 publicaron en su web oficial una canción inédita llamada «Historia de amor», como resultado de una propuesta en la que la banda animó a sus fanes para que escribieran una historia de amor. El tema apareció además junto a un vídeo, en el que se encontraba el grupo tocando en su local de ensayo.

### 2011-2012:Cometas por el cielo

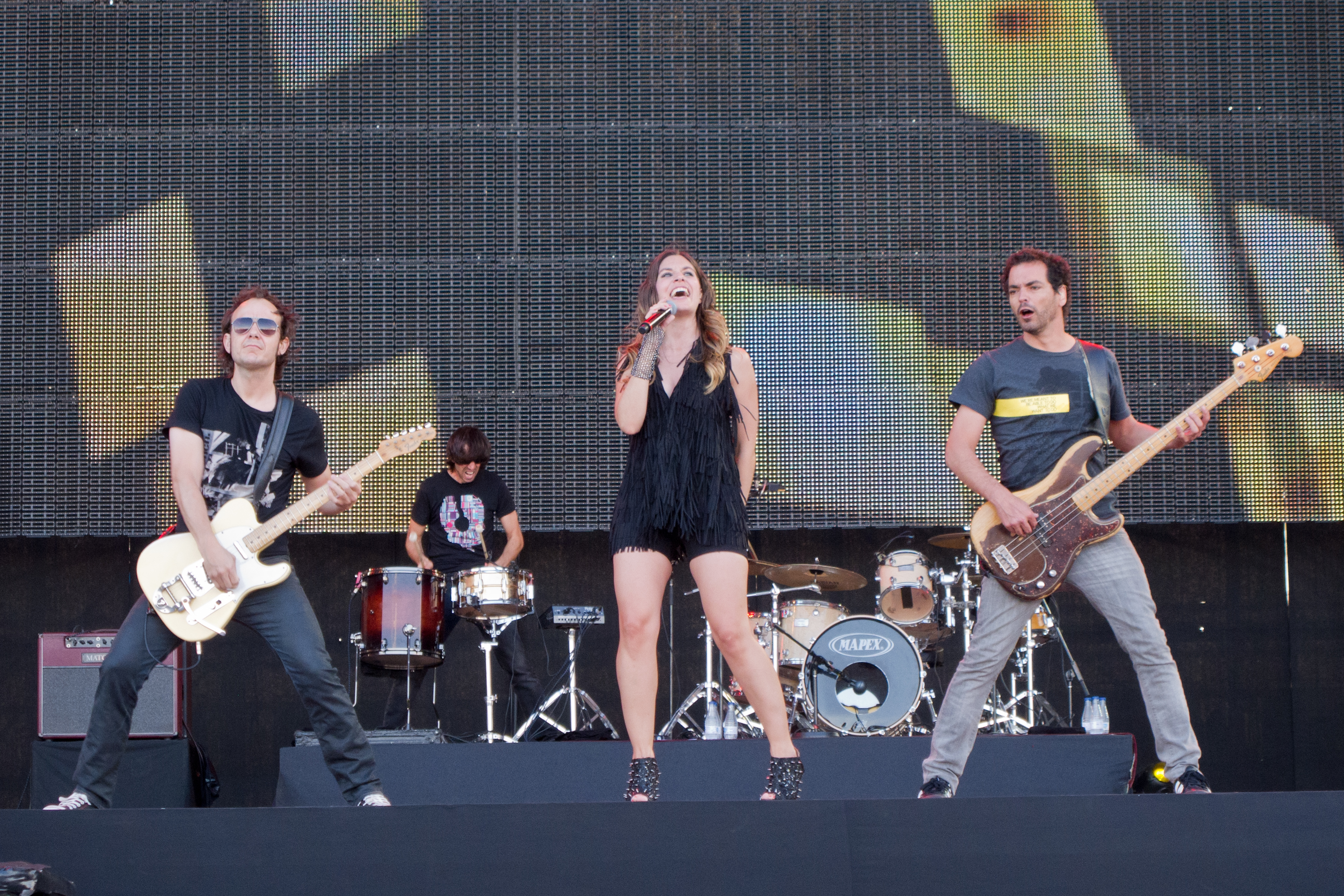
La banda en Rock in Rio Madrid 2012.

El 16 de julio de 2011 se estrenó en Del 40 al 1 (40 Principales), «La niña que llora en tus fiestas», primer sencillo de Cometas por el cielo.[cita requerida] El disco salió a la venta el 13 de septiembre, fue grabado en Gerona, en el Music Lan Recording Studios, mezclado en Estocolmo y masterizado por Björn Engelman. El arte del álbum y la portada del sencillo fue hecha por el francés ilustrador y especialista en descargas digitales Serge Birault. El grupo estuvo componiendo año y medio el disco. En la entrevista realizada en Los 40 en el estreno de «La niña que llora en tus fiestas», Pablo Benegas afirmó que este sexto álbum será el primero producido por Simon Nordberg.[cita requerida]. Años después, Pablo Benegas confirmaría que inicialmente se pensó en Per Gessle del grupo sueco Roxette, para haber sido el productor del álbum.
En Del 40 al 1 el 3 de septiembre se anuncia que desde el 5 de septiembre se estrena en exclusiva en la edición diaria radiofónica del programa una canción diaria durante toda la semana. Seis días después del lanzamiento del disco, el álbum entró directo al número uno de la lista Promusicae de los 100 álbumes más vendidos de España donde se mantuvo 2 semanas consecutivas. En su séptima semana en venta, el álbum logró el disco de oro en España al superar las 30 000 copias vendidas. En México alcanzó la posición 21. El grupo estuvo nominado en los Premios 40 Principales 2011 en las categorías de Mejor álbum español y Mejor artista o grupo español; en esta última categoría se alzó con la victoria en una gala celebrada en el Palacio de los Deportes de Madrid el 9 de diciembre de ese mismo año. También fueron nominados al premio que TVE convoca anualmente para designar el disco del año en España. A finales de enero conseguían el Disco de Platino.
«Cometas por el cielo» fue el segundo sencillo, consiguiendo un nuevo número uno en Los 40 principales.[cita requerida] Este sencillo logró permanecer 38 semanas en la lista de canciones más radiadas, mientras que el tercer sencillo «Día cero», estuvo 9 semanas.[cita requerida] Se lanzaron como sencillos promocionales «Las noches que nunca mueren» para promocionar el turismo por Cancún y «Promesas de Primavera» para promocionar el turismo por Euskadi.
En los Premios 40 Principales 2012, lograron dos nominaciones en la categoría española: Mejor Videoclip por «Cometas por el cielo» y Mejor Gira, obteniendo el galardón en este último.

### 2012-2013:Cometas por el cieloEN DIRECTO yPlan B
Tras el éxito y buena acogida de "Cometas por el cielo", Sony Music decide grabar durante la gira, una versión en vivo del mismo junto con un DVD. Por ello, ese mismo año, a principios de septiembre el grupo publica Cometas por el cielo - En directo desde América, un CD y DVD que resume el Tour Cometas por el cielo. Para ello se graban los conciertos de México y una prueba de sonidos en un desierto de Argentina. Este álbum se lanza como un guiño al público de Latinoamérica y se trata del segundo disco en directo que publica el grupo, el primero con Leire. 
Aparte de este álbum, el grupo participa en "El Plan B" o "Plan Ballantine’s", que tiene el propósito de intentar recuperar el espíritu de colaboración entre músicos en las redes sociales. La primera edición del "Plan B" corrió a cargo del músico Carlos Jean, en donde convocó al público a aportar una voz o un instrumento a una pista publicada y subirla para posteriormente agregarla a la melodía final. El grupo pidió que le mandaran historias particulares o historias que hubiesen inventado y con ello elegir alguna para hacer una canción. Con el Plan Ballantine’s la Oreja de Van Gogh creaba una pista musical, sin letra, para que los fanes participasen en la composición de la futura canción. Después de más de 15.000 participantes, se lanzó el resultado final «Otra vez me has sacado a bailar». Ese mismo tiempo habló Leire Martínez en la página oficial de la banda, que estarían trabajando ya en un nuevo álbum.[cita requerida]
Durante 2012, el grupo logra varias certificaciones en España por las reproducciones de algunos de sus álbumes. Por ejemplo, en enero, Promusicae España certifica con Disco de Platino al álbum "Cometas Por El Cielo" y en septiembre, certifica con cuatro Discos de Platino a "A Las 5 En El Astoria" y con quince Discos de Platino a "Lo Que Te Conté Mientras Te Hacías La Dormida".

### 2013-2015:Primera fila
El 12 de julio de 2013 el grupo español confirmó por medio de su cuenta de Twitter que se embarcaban en la grabación de un nuevo álbum, pero esta vez, en vivo bajo el formato de "Primera Fila", para ello se desplazaron a la Ciudad México. El disco incluye quince temas, algunos ya clásicos en su repertorio, nuevas versiones, colaboraciones como las de Abel Pintos, y cuatro canciones inéditas: «María» con Natalia Lafourcade, «Una y otra vez», «El primer día del resto de mi vida» y «Cuando dices adiós», así como un documental de su trayectoria. El disco salió a la venta el día 29 de octubre. El primer sencillo fue «El primer día del resto de mi vida», seguido de «María», a dueto con Natalia Lafourcade.
El disco Primera Fila, al estar enfocado en el público americano, tuvo sobre todo promoción en México con presentaciones musicales, entrevistas para diversas estaciones de radio y canales de televisión, firmas de autógrafos en centros comerciales. El disco recibió el doble disco de oro en México por superar las 60 000 copias vendidas. En febrero de 2015, y tras dos años seguidos, ponen fin a su gira "Primera Fila" con los últimos conciertos en Argentina, obteniendo la certificación de Disco de Platino a su llegada en este país. Su última actividad musical fue entre 2013 y 2015. Visitaron gran parte del territorio latinoamericano con su tour Gira primera fila. Los integrantes de la banda, dedicaron este tiempo a compartir con sus familias y a la composición de un nuevo disco. En España, apenas realizaron conciertos para presentar este proyecto.
El álbum logró certificaciones en México, Argentina y Venezuela, entre otros países. En España entró al #6 en la lista de ventas, permaneciendo 21 semanas en lista. Actualmente, el álbum lleva vendido cerca de 200.000 copias en todo el mundo. Su primer sencillo, "El Primer Dia Del Resto De Mi Vida" se convirtió en todo un éxito en Latinoamérica, siendo unos de sus temas más escuchados y con más visitas en Youtube. A día de hoy, este sencillo tiene acreditado en España 1 disco de oro.
Por su parte, la vocalista del grupo Leire Martínez, aseguró estar en un maravilloso momento, personal y profesional, junto con su esposo Jacobo Bustamante, con quien contrajo nupcias el 18 de octubre de 2014.

### 2016-2018:El planeta imaginarioy vigésimo aniversario del grupo
Para junio de 2016, la banda empezó a grabar su nuevo álbum de estudio, en los estudios de Le Manoir, en Las Landas (Francia), lugar donde la agrupación ya había grabado anteriormente cinco álbumes de estudio. La producción del disco estuvo a cargo de Áureo Baqueiro, con quien terminaron las mezclas del disco en Los Ángeles. En septiembre, el grupo anunció el título de su nuevo disco, El planeta imaginario y lanzó «Verano», el primer sencillo, que lograría la certificación de Disco de Oro en España en 2024. En su primera semana a la venta, el álbum alcanzó la primera posición en las listas de ventas españolas (PROMUSICAE), y en Estados Unidos el álbum se ubicó en la posición N.º 9 en la lista Top Latin Albums de Billboard. El álbum logra certificar un disco de oro en España tras vender más de 20 000 copias. y se mantiene en lista durante 48 semanas.
Entre los premios recibidos, destacan el "Premio Nervión", entregado en la Gala 30° Aniversario de "Radio Nervion" en Baracaldo, España y el Premios Dial, galardón que concede la emisora de radio española Cadena Dial a los artistas y grupos en lengua española que más éxito han tenido a lo largo de cada año. En diciembre de ese año comienza oficialmente El Planeta Imaginario Tour en Vitoria, la gira que les llevará durante 2 años por España, USA y Latinoamérica. A destacar el concierto especial en Riobamba, Ecuador en abril de 2017 por las fiestas de la ciudad, llenando con más de 40.000 personas el Estadio Olímpico de Riobamba.
A comienzos de 2017 se publica el segundo sencillo, «Diciembre». cuyo video, por motivos de producción, se retrasó hasta 3 meses. La canción, al igual que "Verano", se convierte en una de las más radiadas en emisoras como Cadena Dial o Cadena 100.
En abril, «Cuando menos lo merezca» fue lanzado como tercer sencillo del disco, tras ser elegido por los fanes a través de una votación en la cuenta oficial del grupo en Twitter. Las otras canciones candidatas eran "Camino de tu corazón" e "Intocables". Casualmente, "Camino de tu corazón" era la apuesta inicial de Sony para ser primer sencillo pero al tratarse de un tema con ritmo urbano/reggaetton, el grupo decidió rechazar la idea por miedo "a que los fans no entendiesen ese nuevo sonido" en un primer sencillo. 
En julio, el grupo confirma que el cuarto sencillo será «Estoy contigo». Para esta ocasión, el grupo vuelve a grabar el tema con once artistas españoles (entre los que destacan, Ana Torroja, Melendi, Rozalen o Vanesa Martin) y en colaboración con la Fundación Alzheimer España. Los beneficios de este sencillo fueron destinados a los enfermos de esta enfermedad. Este tema es elegido por los fanes del portal Spanish Awards como Mejor Canción Nacional. El tema logra el #1 en Itunes España permaneciendo varios días en esa posición y la certificación de Disco de Oro en España, en 2024.
Para sorpresa de los fanes, el grupo anunció el 8 de junio de 2018 el lanzamiento de un nuevo sencillo promocional, «Esa chica». en colaboración con la oficina comercial de Pro Ecuador en territorio español. El grupo terminó su etapa de El Planeta Imaginario; con su gira que finalizó en junio de 2018, tras casi 2 años y más de 140 conciertos.

### 2018-2019:La chica del espejoyConfía en el viento
En septiembre de 2018 el grupo anuncia que han sido elegidos para grabar el tema solidario que Cadena 100 publica cada año en su campaña de la lucha contra el cáncer de mama "Por ellas".  Para ello, graban el tema inédito «La chica del espejo». El tema se incluyó en el álbum recopilatorio Por ellas 2018 de Cadena 100 junto a otros artistas y fue presentado en vivo en el concierto del mismo nombre. El sencillo entró directamente al #1 en la lista de Itunes España, manteniéndose en ese puesto durante una semana entera. Esto hizo que "La chica del espejo" entrase directamente al #11 en la lista de sencillos más vendidos de España, siendo el tema del grupo que más alto llega en listas desde que comenzó la era streaming.
El 21 de junio de 2019, el grupo realiza por primera vez su incursión en el mundo del cine, lanzando «Confía en el viento» canción principal de la película de animación Elcano y Magallanes: la primera vuelta al mundo, la cual se publicó de manera simultánea en 3 idiomas: euskera, inglés y castellano. Las versiones en euskera e inglés del tema fueron hechas por la propia Leire Martínez y el tema fue producido por Carlos Jean. Ese mismo año, el tema "Confía en el viento" fue nominada a Mejor Canción Original" en los Premios Goya. Leire Martínez, aparte de participar en la película a través de la canción, dobla a uno de los personajes secundarios de la misma.
En septiembre de 2019, el grupo anuncia en redes que empiezan a preparar el que será su octavo álbum de estudio, componiendo los primeros temas.

### 2020-2022:Un susurro en la tormentay recopilatorioEsencial LOVG
En abril de 2020, el grupo confirmó, a través de redes sociales, el título del primer sencillo de su próximo disco, «Abrázame». y que la publicación del nuevo disco, sería para el mes de septiembre del mismo año, teniendo por título Un susurro en la tormenta. También confirmaron que el rodaje del videoclip de "Abrázame", previsto para marzo, tuvo que suspenderse por la pandemia del COVID-19, cambiando sus planes y creando un videoclip diferente, hecho por ordenador, sin el grupo pero más artístico, con imágenes que parecen hechas de acuarelas. El vídeo está hecho por TAOM, la empresa que hizo todos los videoclips del anterior álbum del grupo, El Planeta Imaginario.. El video recibe excelentes críticas por los fanes, permaneciendo en tendencias en YouTube durante varias semanas y logrando más de 10 millones de visualizaciones en las dos primeras semanas de su publicación. Por su parte, el sencillo alcanza el #3 en Itunes España, donde permanece varios días.
En junio de 2020, el grupo ofreció otro tema de adelanto, titulado «Te pareces tanto a mi», una canción que aunque no fue sencillo, contó con un Lyric Video basado también en acuarelas, con un sonido pop que recuerda a los años 1990 y los 2000, y que llegó al #1 en Itunes España.
En agosto de 2020, el grupo anuncia que el segundo sencillo del disco será «Durante una mirada». Por primera vez en la historia de la banda, la canción es un dueto entre Leire Martínez y Xabi San Martín, el teclista del grupo y autor del tema. El sencillo alcanza el #6 en Itunes España y se convierte en la canción del álbum de más éxito en radios, permaneciendo más de 3 meses en el Top50 de los temas más radiados de España, y logrando el Disco de Oro en España en 2024. Para el videoclip, retoman la idea inicial que tenían para "Abrázame", mezclando imágenes reales del grupo con imágenes que simulan acuarelas y trazos de pintura. Al igual que su antecesor, el video logra más de 10 millones de visualizaciones en YouTube en poco tiempo.
Un mes después, el 18 de septiembre de 2020, el grupo publica el álbum Un susurro en la tormenta, alcanzando el número 1 en las listas de España y México de ventas físicas y streaming, y siendo #1 en Itunes en 8 países. El nuevo disco estuvo bajo la producción de Paco Salazar. y fue grabado en los míticos estudios de Le Manoir (Francia). El disco, en su formato físico y digital, cuenta con un total de 11 canciones. La versión de Itunes, cuenta además con dos videoclips de dos actuaciones en acústico de "Abrázame" y "Durante una mirada". 
Debido a la pandemia del COVID-19, el grupo tiene que suspender la gira de presentación del disco, limitándose a promocionarlo en entrevistas en emisoras de radios de España, "directos online" con medios de comunicación de Latinoamérica y tres actuaciones; una, en el concierto "Por Ellas 2020" de Cadena 100, otra, en el concierto "Únicas" de Cadena Dial. y la tercera, en una gala de Operación Triunfo donde presentan "Abrázame" en directo. Además, el grupo, a través del canal VEVO graba dos actuaciones en acústico de "Abrázame" y "Durante una mirada". Finalmente, y tras remitir la pandemia, la gira arranca en diciembre de 2020 en San Sebastián, y se extiende durante todo 2021 y 2022 por España, Latinoamérica y USA, realizando el "Un Susurro en la Tormenta Tour", que les lleva a hacer más de 100 conciertos, a los cuales acuden más de 400.000 personas.
Como de costumbre, e independiente del disco, en diciembre de 2020, la banda publica en formato digital un villancico, de 1.30 minutos titulado «A este lado del cristal».
En abril de 2021, el grupo anuncia el tercer sencillo de Un susurro en la tormenta, "Sirenas", un tema que trata sobre el terrorismo de ETA, visto desde el paso del tiempo. En su momento, la compañía de discos pensó en este tema para lanzarlo como primer sencillo, pero el grupo lo rechazó porque creían que el tema que trataba era muy crudo para un primer sencillo y porque desde el primer momento, tenían claro que tenía que ser "Abrázame".
En junio de 2021, Sony Music publica un álbum doble recopilatorio del grupo en formato físico, digital y streaming, titulado ESENCIAL La Oreja de Van Gogh, donde se recogen todos sus éxitos de ambas etapas. Para enfado de los fanes, quedan fuera del listado de canciones como "Sirenas" o "El Primer Día Del Resto De Mi Vida". El grupo no participa en este proyecto.
En diciembre de 2021, siguiendo la costumbre, la banda publica en formato digital una versión del villancico «Blanca Navidad», junto con su videoclip. A mediados del 2022, el grupo comunicó que iban a comenzar a dar forma al nuevo disco del grupo y que posiblemente, a finales de ese año, "quedarían en el local de ensayo para perfilar ideas sobre él". La idea era tenerlo listo en 2023.

### 2023-2024:Acoustic Home, gira por festivales y salida de Leire Martínez

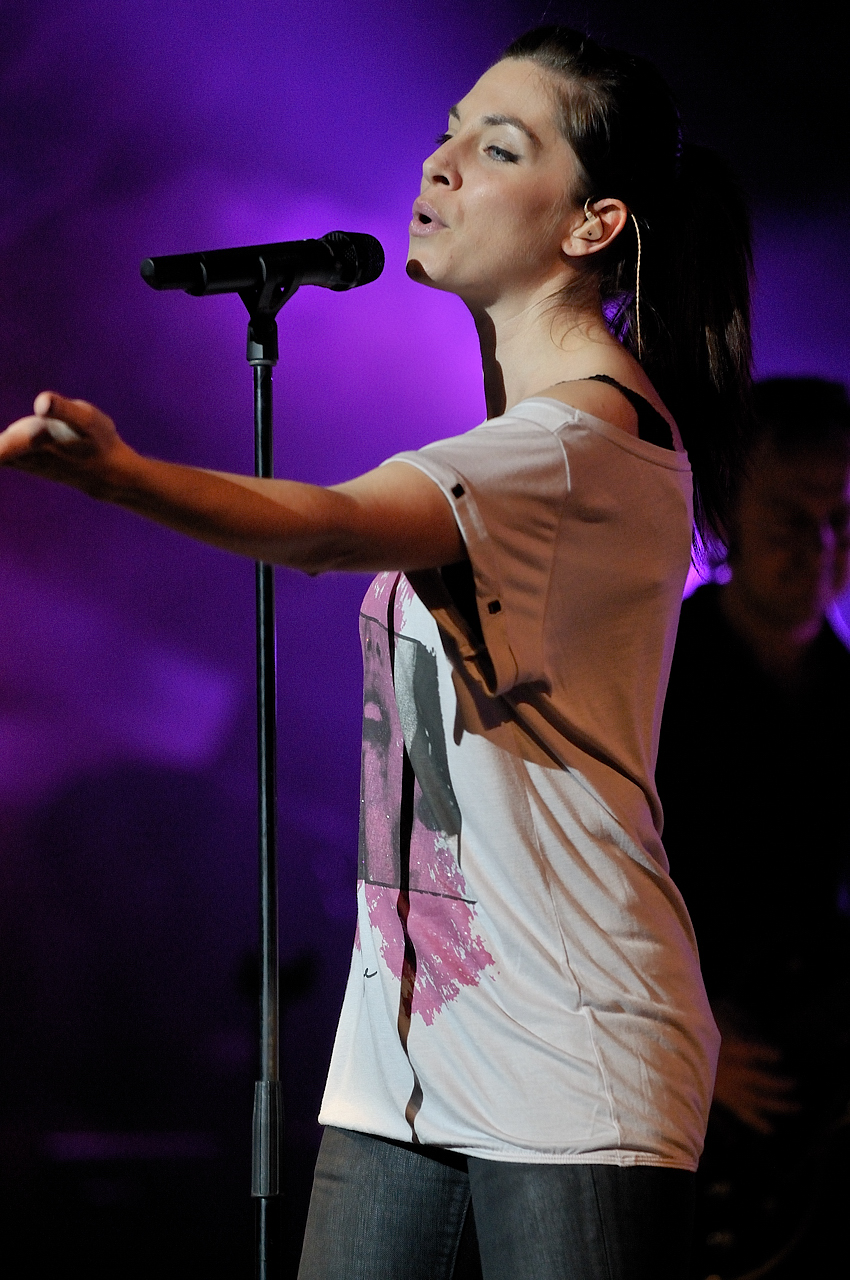
La Oreja de Van Gogh anunció que Leire Martínez no continuará en el grupo tras 17 años.

En marzo de 2023, La Oreja de Van Gogh participó en el programa musical en la plataforma HBO Max llamado Acoustic Home, donde el grupo ofrece una entrevista y da un concierto en un pueblo de las Islas Canarias, el cual se publica en streaming en todas las plataformas oficiales. Mientras tanto, Leire comienza a trabajar como jurado de un talent show musical de EITB (radio televisión vasca). A finales de 2023, y para agrado de sus fanes, el grupo anuncia el comienzo de una gira para el verano de 2024, por los principales festivales de música de España. Esta idea la retoman del anterior disco, ya que tenían pensado hacer también esto antes de lanzar "Un susurro en la tormenta" pero por la pandemia del COVID-19 en 2020, no pudo realizarse. Debido a todo esto, la composición del nuevo disco queda en stand-by. 
En marzo de 2024 comienza la gira de festivales, siendo un éxito de público y crítica, lo que les ayuda a convertirse en el grupo español con más oyentes mensuales de Spotify, alcanzando el #5 en el Top 100 de artistas españoles con más OM, superando los 16 millones de oyentes mensuales. 
En mayo de 2024, entre la gira y la composición del nuevo disco, se publica el primer libro escrito por Pablo Benegas, guitarrista del grupo, titulado "Memoria" donde habla de su infancia y adolescencia, marcadas por el terrorismo de ETA, y de los comienzos de La Oreja de Van Gogh. El libro es acogido con éxito entre los seguidores del grupo y por Amaia Montero, que comparte en sus redes sociales la noticia, demostrando la buena relación entre ellos.
Igualmente, durante 2024, el grupo logra varias certificaciones en España por las reproducciones de algunos de sus temas:
- Disco de oro: Para las canciones "Pop", "Paris", "Muñeca de trapo", "Dulce locura", "Inmortal", "La niña que llora en tus fiestas", "Cometas por el Cielo", "El primer día del resto de mi vida", "Verano", "Estoy contigo" y "Durante una mirada"
- Disco de platino: Para "Cuídate", "20 de enero", "Deseos de cosas imposibles" y "Jueves"
- Doble disco de platino: Para "La playa" y "Puedes contar conmigo"
- Cuádruple disco de platino: Para "Rosas"

En una entrevista reciente, Haritz Garde indicó que, "durante las giras les resulta complicado componer, por lo que, tras la gira de Festivales, retomarán la composición del disco donde lo dejaron en 2022" y que "esperan tener algo listo para 2025".
El 14 de octubre de 2024 el grupo publicó un comunicado no firmado en redes sociales anunciando la marcha de Leire Martínez por "no conseguir acercar nuestras diferentes maneras de vivir el grupo".Leire declaró no haber firmado el comunicado emitido por la banda y afirmó que se pronunciará sobre su salida cuando ella lo considere.
El comunicado cayó como un jarro de agua fría en gran parte de los seguidores del grupo, considerándolo injusto y poco empático con Leire y su trabajo durante los últimos 17 años, generando una ola de apoyo en redes hacia Leire.

Después de 17 años maravillosos repletos de música y emociones que jamás olvidaremos, queremos anunciar que las trayectorias profesionales de Leire y La Oreja de Van Gogh seguirán caminos separados. La decisión ha sido dura y difícil, pero llega después de mucho tiempo de reflexión y profundas conversaciones en las que no hemos conseguido acercar nuestras diferentes maneras de vivir el grupo. Termina una etapa fascinante que todos llevaremos en el corazón y que nos ha permitido disfrutar de la mejor profesión del mundo de una manera soñada.

### 2025-actualidad: Caminos separados y rumores sobre el regreso de Amaia
En enero de 2025 el grupo logra varias certificaciones en España por las reproducciones de algunos de sus temas:
- Disco de oro: Para la canción "Cuéntame al oído"
- Disco de platino: Para la canción "Durante una mirada"
- Quinto disco de platino: Para la canción "Rosas"

En abril de 2025, Leire Martínez presentaba Mi Nombre, su primer sencillo como solista, el cual abordaba su salida del grupo. En una entrevista, Leire reveló que tuvo que dejar la banda debido a la no renovación de su contrato, aclarando que esta decisión también estuvo motivada por razones tanto personales como empresariales. Mientras tanto, los rumores sobre el regreso de Amaia Montero al grupo ganaron cada vez más fuerza. Al respecto, Leire comentó que, aunque no le sorprendería, se sentía traicionada por sus antiguos compañeros.
En una entrevista, la actriz Cayetana Guillén Cuervo, amiga cercana de Amaia Montero, confirmó accidentalmente el regreso de la cantante a la banda. Guillén Cuervo declaró que tenía conocimiento de la noticia desde hacía tiempo, pero que Montero, madrina de su hijo, le había pedido que no la hiciera pública.

## Estilo y composición

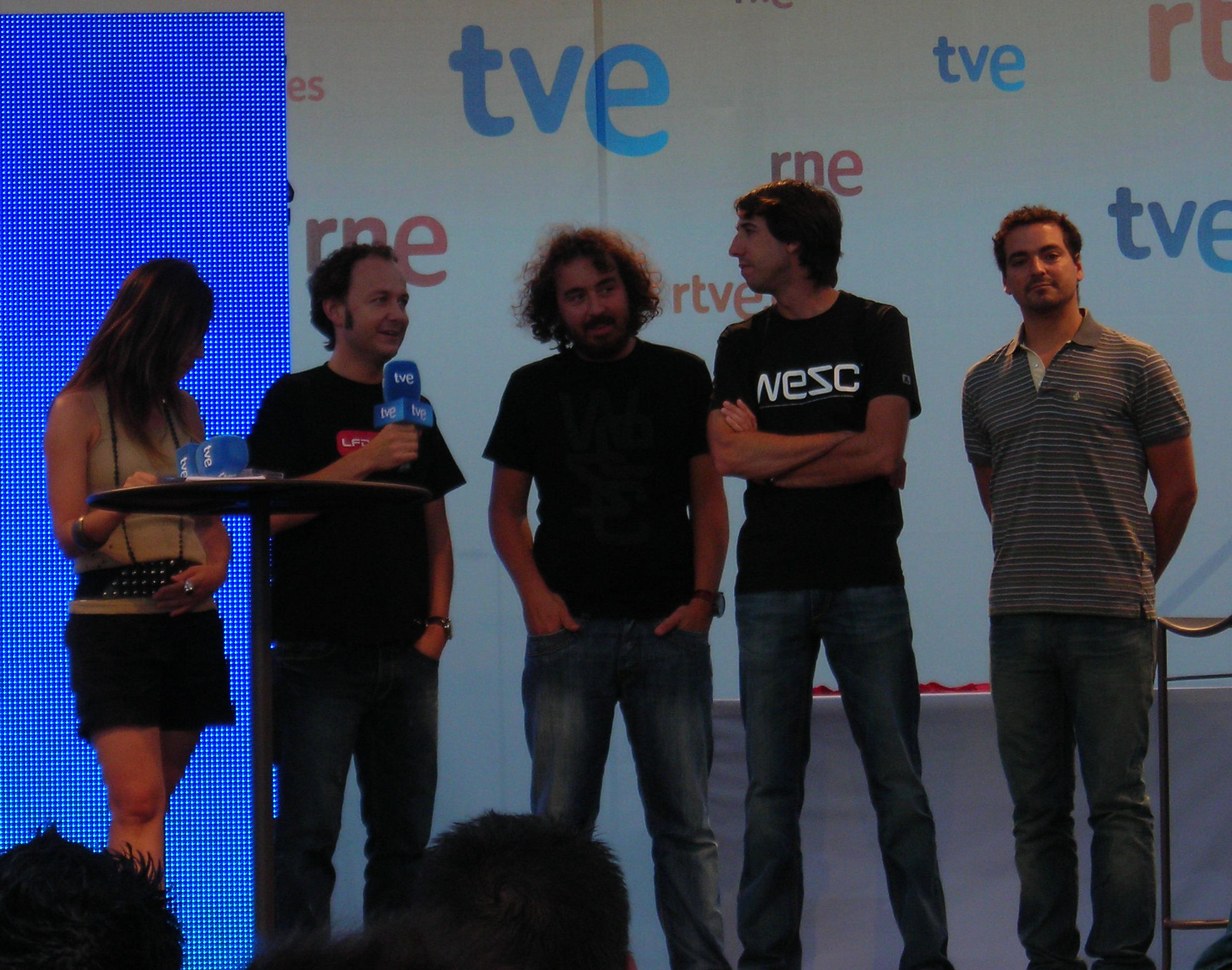
Segunda formación, ya con Leire, de la banda

El sonido de la banda se caracteriza por el empleo de sonidos suaves y melódicos, oscilando entre canciones melódicas y otras con un estilo más cercano al pop-rock. Habitualmente, se suele identificar a la banda donostiarra con el pop, aunque muchos de sus seguidores consideran que algunas composiciones suyas son muy cercanas al pop rock.  A lo largo de sus  discos de estudio la agrupación ha experimentado con diversos géneros como la ranchera, la bossa nova, el dance o la electrónica. Su estilo también recoge influencias del llamado Donosti Sound o Sonido de San Sebastián (término que alude al tipo de música que han interpretado otros grupos de pop rock originarios de esta ciudad vasca desde los años 80).[cita requerida]
Su primer disco de estudio, Dile al sol, mantuvo un estilo más próximo al rock, pero con un sonido aún sin pulir por la falta de experiencia del grupo. El disco fue producido por Alejo Stivel.
El viaje de Copperpot su segundo álbum, producido por Nigel Walker, contó con diversos estilos musicales, «París», incluyó melodías afrancesadas y «Los amantes del círculo polar», una mezcla de sonidos electrónicos pop. 
Lo que te conté mientras te hacías la dormida: producido de nuevo por Nigel Walker, contó con ritmos nuevos como la murga «Geografía», «Bonustrack» que destaca por su estilo pop-dance o «Historia de un sueño» con un ritmo de valls.
Su siguiente producción, Guapa, de nuevo con Nigel Walker en la producción, tuvo canciones con ritmos bossanova, roqueros, y mariachis y tratan temas como las drogas, la infidelidad, etcétera. Los dos primeros sencillos destacan por un sonido más oscuro de lo habitual en el grupo.
A las cinco en el Astoria: su quinto álbum (y primero con Leire Martínez al frente). De nuevo cuentan con Nigel Walker, aunque en esta ocasión, el grupo "vuelve a sus orígenes", mostrando un sonido más acústico y guitarrero y prescindiendo de los sonidos electrónicos tan característicos en discos anteriores. 
Cometas por el cielo: para el sexto álbum del grupo, el grupo cambia de productor, eligiendo al sueco Simon Nordberg (en un principio, el grupo pensó en Per Gessle de Roxette para ser el productor del álbum). Este cambio de productor se refleja en un sonido más electrónico y en canciones más rápidas, como su primer sencillo «La niña que llora en tus fiestas» o «Cometas por el cielo», su segundo sencillo. El tema «Esta vez no digas nada» tiene un sonido más pop rock y pistas como «Promesas de primavera» o «Las noches que no mueren» abarcan el pop.[cita requerida]
El planeta imaginario: Séptimo álbum del grupo y producido por Áureo Baqueiro. Este álbum muestra una madurez tanto en sus letras como en su sonido, siendo uno de sus discos más armónicos y variados. El sonido predominante del álbum es el Dream Pop, un género nunca antes utilizado por la banda en el que se explotan las reverberaciones y acentúan el concepto del mundo onírico. El álbum tiene influencias de pop rock, synth pop, balada e incluso con el estilo urbano-reguetón en «Camino de tu corazón». 
Un susurro en la tormenta: Octavo álbum del grupo (y último con Leire) y producido por Paco Salazar. Este álbum continúa el estilo literario del anterior, con letras más variadas y maduras pero con un sonido más rock y arena rock predominando las canciones lentas frente a los temas pop de discos anteriores.

## Filantropía e imagen pública
El 21 de septiembre de 2017, la banda publicó «Estoy contigo» junto a otros músicos como Melendi, Vanesa Martín, Ana Torroja, India Martínez, entre otros artistas españoles. Los fondos de esta nueva versión canción se destinaron a la lucha contra el alzheimer, sobre el que versa la canción. Posteriormente el 29 de octubre la agrupación inició una serie de conciertos en México como ayuda a los damnificados de los terremotos del 7 y 19 de septiembre. El 24 de noviembre de ese año, el grupo recibió el Premio de Mujeres en Igualdad, a manos del Presidente del Gobierno de España, Mariano Rajoy. Reconocimiento otorgado gracias a su canción «No vales más que yo» incluida en El planeta imaginario, con motivo del día internacional de la eliminación de la violencia contra la mujer.
En septiembre de 2018, la emisora española Cadena 100 anunció que la canción oficial de la edición 2018, del concierto solidario “Por ellas”, que se organiza cada año en la lucha contra el cáncer de mama, estaría a cargo de La Oreja de Van Gogh. En el mes de octubre se estrenó el tema «La chica del espejo». En palabras de la banda, precisaron que esta canción representó un reto para ellos: «Como una propuesta de cara al concierto Por Ellas para la contra el cáncer. Escuchamos muchos testimonios, buceamos mucho en la situación de lo que es en sí luchar contra el cáncer y de ahí escribimos un montón de música para quedarnos, finalmente, con esta canción. Ha sido de las canciones que más nos ha costado componer por ser un tema tan sensible. Nos temblaba la mano al escribir».
El 8 de enero de 2022, La Oreja de Van Gogh participó en el concierto solidario Más fuertes que el volcán, organizado por Radio Televisión Española para recaudar fondos para los damnificados por la erupción volcánica de La Palma de 2021.

## Productos
En 2004, la banda lanzó el libro El fenómeno Oreja por la autora Carmen Pérez-Lanzac y en 2009 Un viaje al Mar Muerto junto con la reedición del álbum Nuestra casa a la izquierda del tiempo.
El 19 de diciembre de 2017 con motivo de fin de gira en España el grupo confirma la edición de su tercer libro Bienvenidos a nuestro Planeta Imaginario, un viaje a través de 208 páginas ilustradas con más de 400 fotografías y testimonios escritos por la propia banda durante su gira El Planeta Imaginario Tour. Imágenes de la grabación del disco, los ensayos generales, la promoción, el directo, gira por América tomadas por el equipo de fotógrafos Mario Cuevas, Javier Bragado y JM Rodríguez que siguieron a la banda por camerinos, estudios, conciertos y viajes durante la etapa de "El Planeta Imaginario".

## Miembros
Miembros actuales
- Pablo Benegas – guitarra (1996-presente)
- Xabier San Martín – teclados (1996-presente)
- Álvaro Fuentes  – bajo (1996-presente)
- Haritz Garde – batería (1996-presente)

Miembros anteriores
- Leire Martínez – voz (2008-2024)
- Amaia Montero – voz (1996-2007)
- Luis Meyer – guitarra (1996)

## Discografía
Álbumes de estudio
- 1998: Dile al sol
- 2000: El viaje de Copperpot
- 2003: Lo que te conté mientras te hacías la dormida
- 2006: Guapa
- 2008: A las cinco en el Astoria
- 2011: Cometas por el cielo
- 2016: El planeta imaginario
- 2020: Un susurro en la tormenta

## Giras musicales
Como artistas principales
- 1998-1999: Tour Dile al Sol
- 2001-2002: Tour El Viaje de Copperpot
- 2003-2005: Tour Lo Que Te Conté Mientras Te Hacías La Dormida
- 2006-2007: Tour Guapa
- 2008-2010: Tour A las cinco en el Astoria
- 2011-2012: Tour Cometas por el cielo
- 2013-2015: Gira primera fila
- 2016-2018: El Planeta Imaginario Tour
- 2021-2022: Un Susurro En La Tormenta Tour
- 2024: Festivales Tour 2024

Colaborativas
- 2003: Gira Movistar Activa (con El Canto del Loco)
- 2007: Gira LKXA (con Dover y Coti)
- 2009: Juntos e Inolvidable Tour (con Reik)